# القفلة (خمر)
القفلة هي إحدى قرى الجمهورية اليمنية. وهي تتبع جغرافيًا لمحافظة عمران. وإداريًا لمديرية خمر. يبلغ تعداد سكانها 1345 نسمة حسب الإحصاء الذي جرى عام 2004.